# Fiat Someca SOM 20
Le Fiat Someca SOM 20 est un petit tracteur agricole fabriqué par la filiale française du constructeur italien Fiat Trattori dans son usine de Nanterre à partir de 1953.
Le modèle, présenté en 1956, sera le second tracteur agricole de la nouvelle marque Someca créée pour l'occasion, était considéré comme l’un des plus gros tracteurs jamais construits pour le marché agricole français. Il fut fabriqué à l’usine Someca de Nanterre (Hauts-de-Seine) à 18 741 exemplaires.[Information douteuse]

## Histoire
Depuis 1934, SAFAF, « Société Anonyme Française des Automobiles Fiat », ancienne société qui a donné naissance à Simca, importait puis fabriqua dans une usine à Nanterre, des automobiles Fiat sous licence. Elle importait également des tracteurs Fiat Trattori et Steyr en France.
En 1951, Simca, alors filiale automobile française du constructeur italien Fiat, vient au secours de la société MAP en rachetant sa division tracteurs agricoles. Simca s’en servira de base pour la constitution de la « SOciété de MECAnique de la Seine », Someca, destinée à produire les premiers tracteurs Someca et les pièces pour le SAV des derniers tracteurs MAP.

## Tracteur Someca SOM 20
Lancé en 1956, le tracteur Fiat SOM 20 est un petit tracteur polyvalent qui a marqué l’histoire du machinisme agricole français. Ce tracteur était disponible en version essence SOM 20S ou diesel SOM 20D.
Moteurs Fiat :
- essence : Fiat 1 221 cm3 développant 20 ch à 2 200 tr/min, avec régulateur de vitesse incorporé ;
- diesel : Fiat 614.00, bicylindre de 1 135 cm3, 18 ch à 2 200 tr/min, démarrage électrique et consommation de 1,8 L de gazole à l'heure en plein travail.

Le Someca SOM 20 restera en fabrication de 1956 à 1961.

### Caractéristiques techniques
- Dimensions : 
  - longueur : 2 580 mm ;
  - empattement : 1 700 mm ;
  - garde au sol : 500 mm ;
  - hauteur : 1 290 mm ;
  - largeur : variable réglable de 1 050 à 1 650 mm ;
  - pneumatiques avant : 400×15 ;
  - pneumatiques arrière : 9x24.
- Capacité du réservoir : 20 L (gasoil).
- Poids : 1 100 kg.
- Boite de vitesses : six vitesses AV (vitesse maxi : 20,3 km/h), deux vitesses AR (vitesse maxi : 10,9 km/h).
- Attelage trois points.
- Blocage du différentiel.
- Prise de force : deux possibilités, vitesse normalisée de 560 tr/min ou proportionnelle à la vitesse du tracteur.
- Crochet d’attelage de remorque amovible.
- Barre d’attelage avec timon oscillant (sept positions horizontales et trois verticales).
- Accélérateur au pied et commande d’accélération à main.